# Municipio de Walnut (condado de Gallia)
El municipio de Walnut (en inglés: Walnut Township) es un municipio ubicado en el condado de Gallia en el estado estadounidense de Ohio. En el año 2010 tenía una población de 960 habitantes y una densidad poblacional de 9,03 personas por km².

## Geografía
El municipio de Walnut se encuentra ubicado en las coordenadas 38°43′14″N 82°24′45″O / 38.72056, -82.41250. Según la Oficina del Censo de los Estados Unidos, el municipio tiene una superficie total de 106.26 km², de la cual 105,91 km² corresponden a tierra firme y (0,33 %) 0,35 km² es agua.

## Demografía
Según el censo de 2010, había 960 personas residiendo en el municipio de Walnut. La densidad de población era de 9,03 hab./km². De los 960 habitantes, el municipio de Walnut estaba compuesto por el 95,94 % blancos, el 0,52 % eran afroamericanos, el 1,35 % eran amerindios, el 0,42 % eran asiáticos, el 1,25 % eran de otras razas y el 0,52 % eran de una mezcla de razas. Del total de la población el 1,46 % eran hispanos o latinos de cualquier raza.